# Hunayn
Hunayn fou una antiga vall de l'Hedjaz, a uns 30 km de la Meca en direcció a Taif. Se suposa que correspon a la vall que modernament porta el nom d'al-Xarai. Fou teatre de la famosa batalla d'Hunayn del febrer del 630.